# Krook!
Krook! är ett musikalbum av folkmusikgruppen Sågskära, utgivet 1997 av Drone Music.

## Låtlista
Alla låtar är traditionella.

### Liv och död
1. "Inte sörjer jag" (polska efter Johan August Pettersson, Tolg) – 3:17
2. "Pigopolskan" (efter Pehr Hörberg, Virestad) – 2:11
3. "Vallåtar" (efter Gustaf Magnus Ohlsson, Hjortsberga) – 2:08
4. "Skölds Tjuvavisa" (efter Hilma Ingberg, Bromarf) – 3:19
5. "Polska" (ur Sven Donats notbok) – 1:59
6. "Polskesvit I" (ur Traitionar af Swenska Folkdansar och Johan Dahls notsamling) – 2:54
  - I. "Tantz Mit Polnischer Proportz"
  - II. "Serra"
7. "Polska från Tuna" (ur Johan Haqvin Wallmans "Topographica Smolandie") – 1:30
8. "Polska" (efter Bernhard Ljunggren, Markaryd) – 2:00
9. "Luringens långdans" (efter Hansa Luring, Virestad) – 2:44
10. "Polska" (ur Magnus Theorins notbok) – 2:02

### Magi
1. I. "Regnbesvärjelse" (ur Johan Törners samling) – 0:42 / II. "Polska" (efter Håkan Johansson, Västra Torsås) – 2:25
2. "Visa" (efter Carl Lindqvist, Virestad) – 1:54
3. "Beklaga av allt mitt sinne" (koral ur djäknesångbok från Växjö) – 0:46
4. "Polska" (efter Anders Svensson, Vrangkunge) – 2:50
5. "Röcklavisan" (efter Carl Hamelin, Virestad) – 6:12
6. "Nattväktarrop från Lidhem (efter August Strömberg, Jät) – 1:02
7. "Annersa Schwen" (polska efter Hansa Luring, Virestad) – 2:05
8. "Eja mitt hjärta" (Två folkliga koralvarianter efter Jonas Stolt, Högsby och Kristina Johansdotter, Vippentorpet) – 3:00
9. "Konung Erik och spåkvinnan" (medeltida ballad ur Södlings uppteckningar) – 3:53

### Bröllop
1. "Marsch" (ur Magnus Theorins notbok) – 2:49
2. "Polskesvit II" – 3:18
  - I. "När som flickorna de gifta sig" (polska från Vislanda ur Peter Wieselgrens samling)
  - II. "Handskarna du gav mig" (polska efter Ida Sofia Erlandsson, Bäckebo)
  - III. "Serra" (ur Magnus Svenonis notbok från Kalmar)
3. "Bröllopsceremonistycken från Vislanda" (ur Peter Wieselgrens samling) – 3:32
  - I. "Ståtningen"
  - II. "Marsch"
  - III. "Avslutningsstycke"
4. "Nummer ett till polska" (efter Spel-Bengten, Virestad) – 2:15
5. "Polska" (ur Sven Donats notbok) – 1:51
6. "Brudpolska från Vislanda" (ur Peter Wieselgrens samling) – 3:32
7. "Sancta Maria statt oss bi" (koral ur djäknesångbok från Växjö) – 1:32

Total tid: 71:26

## Medverkande
- Sågskära:
  - Toste Länne — fiol
  - Magnus Gustafsson — fiol, näverskalmeja, lira, psalterium
  - Anders Svensson — fiol, oktavfiol
  - Pär Furå — säckpipa, mungiga
  - Sven Kihlström — värendstrumma, folkliga pukor, slagverk
  - Marie Länne-Persson — kalvsviksharpa, skalmeja, sång
  - Ulf Larsson — skalmeja, sång
  - Ulrika Gunnarsson — sång
- Gästmusiker:
  - Anette Arvidsson — dulcian
  - Jörgen Axelsson — cahmanorgel, sång
  - Sven Berger — skalmeja, sinka, kortholt
  - Andreas Edlund — skalmeja, kortholt